# Sphaerodactylus altavelensis
Espèce
Synonymes
- Sphaerodactylus brevirostratus Shreve, 1968
- Sphaerodactylus brevirostratus brevirostratus Shreve, 1968
- Sphaerodactylus brevirostratus enriquilloensis Shreve, 1968

Sphaerodactylus altavelensis est une espèce de geckos de la famille des Sphaerodactylidae.

## Répartition
Cette espèce se rencontre :
- sur l'île d'Alta Velo ;
- sur l'île d'Hispaniola à Haïti et en République dominicaine ;
- sur l'îlet à Cabrit.

## Liste des sous-espèces
Selon The Reptile Database (14 juin 2012) :
- Sphaerodactylus altavelensis brevirostratus Shreve, 1968
- Sphaerodactylus altavelensis enriquilloensis Shreve, 1968
- Sphaerodactylus altavelensis lucioi Thomas & Schwartz, 1983
- Sphaerodactylus altavelensis altavelensis Noble & Hassler, 1933

## Étymologie
Son nom d'espèce, composé de altavel et du suffixe latin -ensis, « qui vit dans, qui habite », lui a été donné en référence au lieu de sa découverte, l'île d'Alta Velo. La sous-espèce Sphaerodactylus altavelensis brevirostratus, du latin brevis, « court », et rostris, « museau », lui a été donné en référence à sa morphologie. La sous-espèce Sphaerodactylus altavelensis enriquilloensis, composé de enriquillo et du suffixe latin -ensis, « qui vit dans, qui habite », lui a été donné en référence au lieu de sa découverte, le lac Enriquillo. La sous-espèce Sphaerodactylus altavelensis lucioi est nommée en l'honneur de John C. Lucio.

## Publications originales
- Noble & Hassler, 1933 : Two new species of frogs, five new species and a new race of lizards from the Dominican Republic. American Museum Novitates, no 652, p. 1-17 (texte intégral).
- Shreve, 1968 : The notatus group of Sphaerodactylus (Sauria, Gekkonidae) in Hispaniola. Breviora, no 280, p. 1-28 (texte intégral).
- Thomas & Schwartz, 1983 : Variation in Hispaniolan Sphaerodactylus (Sauria: Gekkonidae) in Rhodin & Miyata, 1983 : Advances in Herpetology and Evolutionary Biology. Essays in Honor of Ernest E. Williams. Museum of Comparative Zoology, Harvard University, p. 86-98 (texte intégral).